# Brački kotar
Brački kotar je bio jedan od kotara u austrijskoj carskoj pokrajini Dalmaciji.  Prije toga prostirao se je na ? km2. Do 1900. je godine ukinut.